# سزیم هیدرید
سزیم هیدرید (به انگلیسی: Caesium hydride) با فرمول شیمیایی سزیمهیدروژن یک ترکیب شیمیایی با شناسه پاب‌کم ۱۳۹۲۸۱ است. که جرم مولی آن ۱۳۳٫۹۱۳۳۹ g/mol می‌باشد. شکل ظاهری این ترکیب، بلورهای سفید یا بی‌رنگ است.